# Blandmissbruk
Blandmissbruk är ett substansmissbruk av kemiskt sett olika psykoaktiva preparat som olika narkotika och alkohol. Ofta används en drog som bas- eller huvuddrog med andra som komplement. Bevekelsegrunderna kan vara att minska biverkningarna av huvudmissbruket, för att uppnå synergieffekter (populärt uttyckt: ett plus ett blir tre) eller för att ersätta huvuddrogen när tillgången är bristfällig. Blandmissbruk är vanligast bland tunga narkomaner (intravenöst missbruk av amfetamin och heroin) men förekommer bland alla typer av substansmissbruk (även när alkohol eller cannabis är huvuddrog).
En klar majoritet av Europas tunga missbrukare använder sig av flera droger; det vill säga en majoritet av de narkotikamissbrukare som är administrativt synliga - grips av polis eller har kontakter med sjukvård eller socialtjänst - är blandmissbrukare. Hur situationen ser ut bland de icka-administrativt synliga är svårt att få grepp om, även om det är otroligt att en person vanemässigt kan inta flera droger under längre tid utan att någon myndighet registrerar saken. Bland de prövat droger som cannabis eller kokain någon enstaka gång är det dock ganska vanligt att det skett under samtidig alkoholpåverkan, om inte annat så för att nyktra ställningstaganden kring narkotika kan skingras av alkohol och erbjudanden bli svårare att säga nej till.
Kliniska erfarenheter från behandling visar att blandmissbrukare är mer svårbehandlade än andra missbrukskategorier, bland annat blir avgiftning mer problematiskt när flera droger måste beaktas. Det är bland väletablerade blandmissbrukare också vanligare med komplicerade psykiska problem och social marginalisering än bland grupper med enkelt missbruk, vilket med tiden ofta leder till dålig fysisk hälsa genom högre risk för följdsjukdomar och andra komplikationer. Som exempel kan nämnas att blandmissbrukare med psykiska problem dominerar den grupp hemlösa i Stockholm som tillhör kategori ett, de som är varaktigt utan boende och är hänvisade till gatan eller härbärgen. Exemplet speglar också det för gruppen inte helt ovanliga behandlingsdilemmat med både missbruk och psykiska problem.
Beroende på vilka droger som kombineras utsätter sig drogkonsumenten för olika risker. Att blanda starka smärtstillande medel med alkohol ökar bland annat risken för fatala överdoser kraftigt, bland annat genom att preparaten ömsesidigt förstärker varandras andningsdepressiva effekter. I bisarra uppmärksammade våldsbrott finns det ofta ett blandmissbruk med bensodiazepiner i bakgrunden. Flertalet bensodiazepiner har potentialen att utlösa aggressivt beteende, och särskilt i kombination med alkohol. Dessutom har bensodiazepiner visat sig kunna leda till självdestruktivt beteende, med bland annat självmordsförsök som följd.

## Typiska kombinationer
- Amfetamin förekommer i kombination med alkohol, heroin eller cannabis för synergieffekter. Vanligare är att bensodiazepiner används för att amfetaminsten skall kunna gå ner i varv och sova.[1]
- Bensodiazepiner (diazepam, alprazolam, klonazepam och flunitrazepam för att nämna några) kombineras ofta med alkohol och cannabis.[1]
- När alkohol är dominerande drog i ett blandmissbruk kombineras den oftast med bensodiazepiner eller cannabis.[1]
- Opioidinriktade blandmissbrukare använder vanligtvis bensodiazepiner, alkohol och cannabis som substitut och för synergieffekter.[1]
- Med cannabis som dominerande drog förekommer kombinationer med alkohol och olika hallucinogener som LSD och Ecstasy.[1][10]
- Kokain förekommer främst som festdrog i kombination med alkohol och cannabis.[10]